# Вильмуайен
Вильмуайе́н (фр. Villemoyenne) — коммуна во Франции, находится в регионе Шампань — Арденны. Департамент — Об. Входит в состав кантона Бар-сюр-Сен. Округ коммуны — Труа.
Код INSEE коммуны — 10419.
Коммуна расположена приблизительно в 160 км к юго-востоку от Парижа, в 90 км южнее Шалон-ан-Шампани, в 18 км к юго-востоку от Труа.

## Население
Население коммуны на 2008 год составляло 691 человек.
| 1962 | 1968 | 1975 | 1982 | 1990 | 1999 | 2008 |
| ---- | ---- | ---- | ---- | ---- | ---- | ---- |
| 460  | 461  | 491  | 505  | 477  | 523  | 691  |

## Экономика

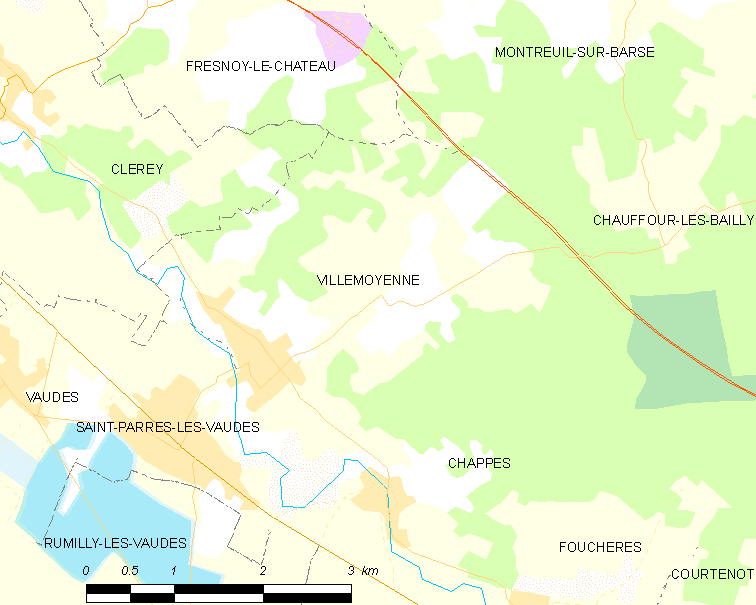
Карта коммуны

В 2007 году среди 417 человек в трудоспособном возрасте (15—64 лет) 323 были экономически активными, 94 — неактивными (показатель активности — 77,5 %, в 1999 году было 73,8 %). Из 323 активных работали 309 человек (166 мужчин и 143 женщины), безработных было 14 (5 мужчин и 9 женщин). Среди 94 неактивных 28 человек были учениками или студентами, 40 — пенсионерами, 26 были неактивными по другим причинам.